# NADPH-emoproteina reduttasi
La NADPH-emoproteina reduttasi è un enzima appartenente alla classe delle ossidoreduttasi, che catalizza la seguente reazione:
NADPH + H+ + n emoproteina ossidata ⇄ NADP+ + n emoproteina ridotta
L'enzima è una flavoproteina (FMN, FAD) contenente sia FMN che FAD. Il numero n nell'equazione è 1 se l'emoproteina subisce una riduzione a 2-elettroni, ed è 2 se subisce una riduzione a 1-elettrone. L'enzima catalizza la riduzione delle monoossigenasi eme-tiolato-dipendenti, come la monoossigenasi aspecifica (numero EC 1.14.14.1),  e la riduzione dell'eme ossigenasi (numero EC 1.14.99.3). Esso è parte del sistema microsomiale idrossilante. Riduce anche il citocromo b5 e il citocromo c.